# 瓦尔特·奥伊肯
瓦尔特·奥伊肯（德語：Walter Eucken，1891年1月17日—1950年3月20日），德国弗赖堡学派经济学家，「秩序自由主义」创始人。他与「社会市场经济」概念的发展密切相关。父亲是1908年诺贝尔文学奖获得者倭铿。1948年参与发行《经济与社会秩序年鉴》。知名作品有《国民经济学基础》。